# The Secret (bok)
The Secret – hemligheten är författaren och TV-producenten Rhonda Byrnes första bok, utgiven 2006. Den gavs ut på svenska 2007, översatt av Eva Trägårdh. Boken är baserad på en tidigare film med samma namn som Byrne gjort. Liksom filmen handlar boken om lagen om attraktion och hur universum är styrt av denna lag.
I boken The Secret redogör Byrne hur man kan attrahera rikedom, hälsa och lycka genom positiva tankar och känslor.